# Вукан Вучић
Вукан Вучић (Београд, 14. јануар 1935) је српски инжењер саобраћаја, академик и инострани члан састава Српске академије наука и уметности од 27. октобра 1994.

## Биографија
Завршио је основне студије на Универзитету у Београду 1960. и докторат техничких наука на Универзитету Калифорније 1966. године. Радио је као гостујући професор на Универзитету у Београду 1970, као редовни професор на Универзитету Пенсилваније 1975—2010, као гостујући професор на Универзитету у Лисабону од 1988. и од 1990, на Универзитету у Сао Паолу од 1998, на Универзитету у Преторији од 2003, од 2006. и од 2010, на Техничком универзитету у Минхену од 2009. и као професор емеритус на Универзитету Пенсилваније од 2010. године. Био је члан Друштва инжењера и техничара 1959—1995, члан је Међународног удружења за јавни превоз од 1962, Института транспортних инжењера од 1965, Америчког друштва грађевинских инжењера од 1971. и инострани је члан Руске академије архитектуре и изградњу наука од 2005. године. Добитник је медаље „Др Фридрих Ленер” 1982, награде завештане катедре Фондације УПС Универзитета у Пенсилванији 1990, почасног доктората Националног конзерваторијума за уметност и занате у Паризу 2011, доживотне награда за академско признање Америчке асоцијације за физикалну терапију и почасног доктората Универзитета у Ватерлоу 2014. године.